# Де Марки, Эмилио (писатель)

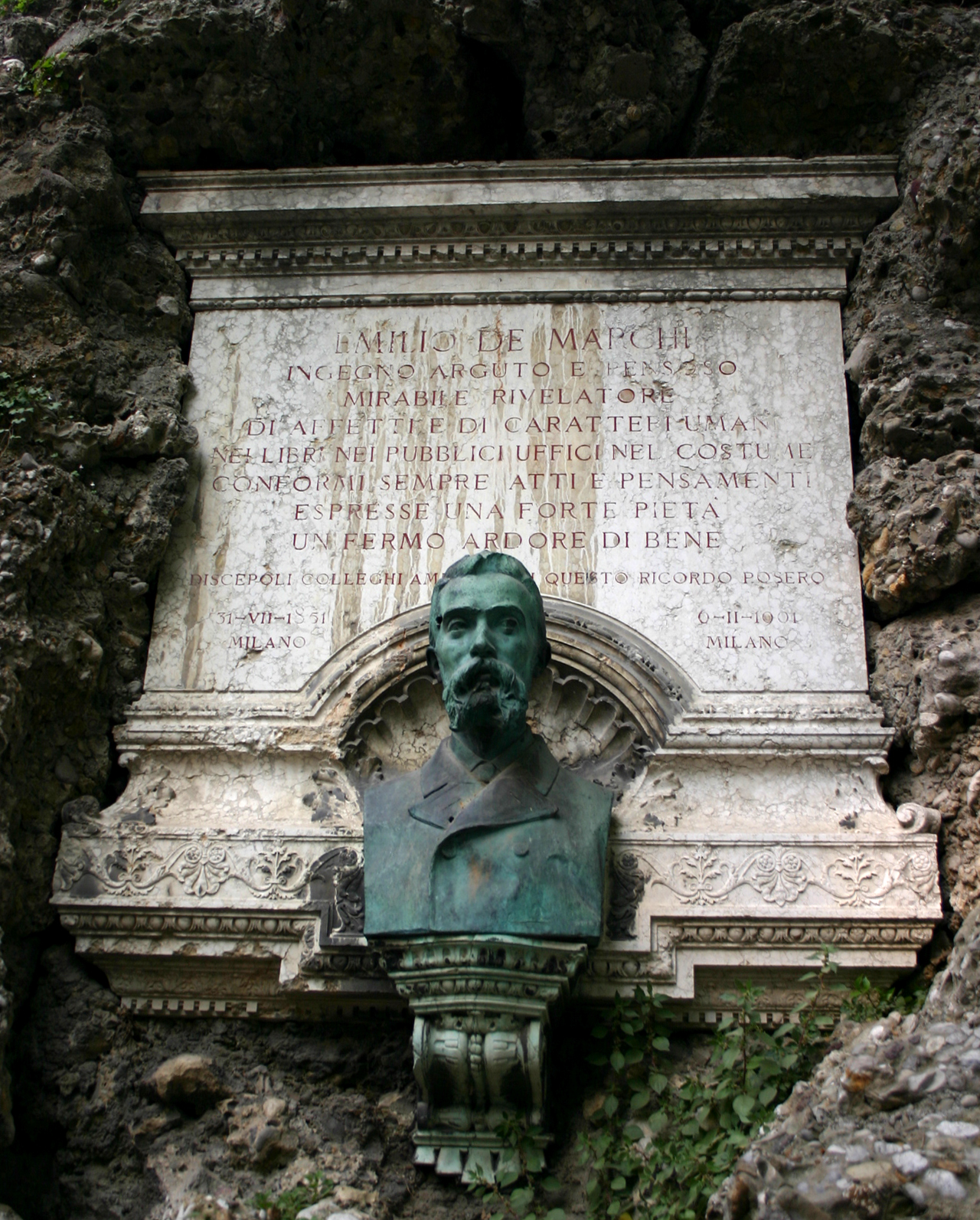
Бюст Э. Де Марки в Милане

Эмилио Де Марки (итал. Emilio De Marchi ; 31 июля 1851, Милан — 6 февраля 1901, там же) — итальянский писатель

, переводчик, философ, профессор миланской Научно-литературной академии.

## Биография
По линии городской администрации занимался филантропическими проектами и народным образованием. В 1898 году организовал издание серии книг для массового читателя «Доброе слово».
Известен своими произведениями про жизнь крестьян Ломбардии и мелкой буржуазии Милана. Несколько его работ были экранизированы в кино и на телевидении, в том числе два фильма 1940-х годов «Джакомо-идеалист» и «Шляпа священника». Будучи мастером слова, Де Марки виртуозно перевел на итальянский язык все басни Жана де Лафонтена.